# Девід Томпсон (футболіст)
Девід Томпсон (англ. David Thompson, нар. 12 вересня 1977, Беркенгед) — англійський футболіст, що грав на позиції півзахисника.
Виступав, зокрема, за «Ліверпуль» та «Блекберн Роверз», а також молодіжну збірну Англії.

## Клубна кар'єра
Народився 12 вересня 1977 року в місті Беркенгед. Вихованець футбольної школи клубу «Ліверпуль». Томпсон дебютував у першій команді 19 серпня 1996 року, вийшовши на 87-й хвилині матчу чемпіонату з «Арсеналом» (2:0). Зігравши ще одну гру у наступному сезоні, він був відданий в оренду у «Свіндон Таун» на два з половиною місяці у листопаді 1997 року. Хороша гра у «Свіндоні» змусила керівників «Ліверпуля» повернути гравця назад і це окупилося, коли він забив переможний гол у матчі проти «Крістал Пелас». Наступні два сезони були досить стабільними, а в сезоні 1999/00 він взагалі часто виходив у стартовому складі.
Влітку 2000 року Томпсон перейшов у «Ковентрі Сіті» за 3,5 мільйона фунтів стерлінгів і у першій же грі за новий клуб він був вилучений на 71-й хвилині, а «Ковентрі» програв «Мідлсбро» з рахунком 1:3. Ковентрі фінішував 19-м і вилетів з Прем'єр-ліги у 2001 році, але, незважаючи на це, Томпсон залишився в клубі ще на рік. У Чемпіоншипі сезону 2001/02 Томпсон забив 14 голів, а після сезону був названий Гравцем року у «Ковентрі» як уболівальниками, так і гравцями.

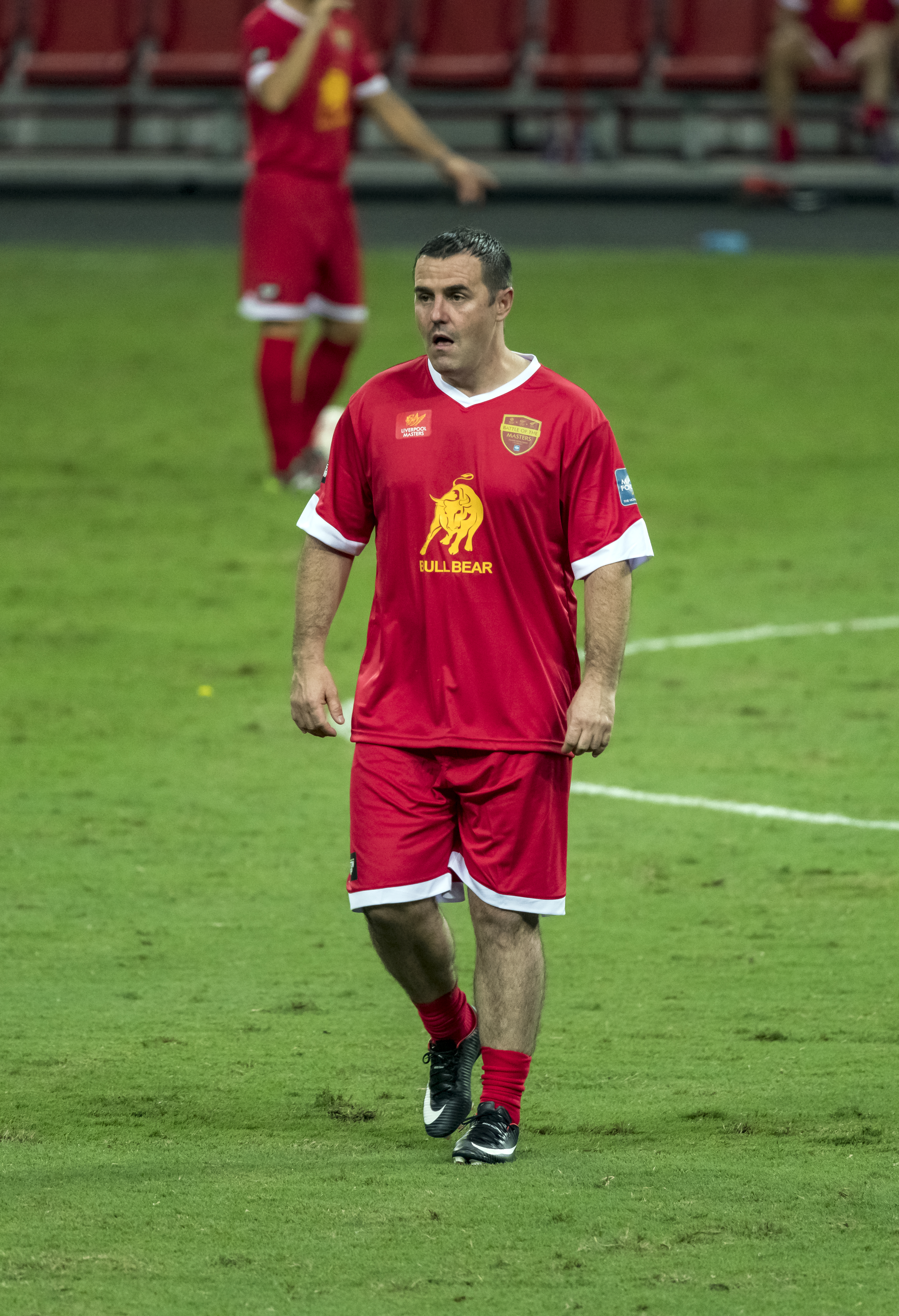
Девід Томпсон у 2017 році у матчі ветеранів «Ліверпуля».

У серпні 2002 року Томпсон повернувся до вищого дивізіону, перейшовши у «Блекберн Роверз» за 1,5 млн фунтів, де швидко став основним гравцем. У лютому 2003 року Томпсон отримав травму коліна, яка вимагала операції, через що він вибув з гри на п'ять місяців. Після повернення в сезоні 2003/04 років проблеми повернулися: коліно опухало після кожної гри. Медичний персонал клубу відправив його до найкращого у світі спеціаліста з колінного суглоба доктора Річарда Стедмана в Колорадо. Три окремі операції не дали остаточного рішення, оскільки, незважаючи на програму зміцнення м'язів під керівництвом лікаря «Баварії» Ганса-Вільгельма Мюллера-Вольфарта, травми не зникали під час його повернення. В результаті Томпсону було важко повернутися до тієї форми, яка була в момент його приходу в клуб. Травми та погана форма призвели до того, що «Блекберн» вирішив відпустити Томпсона безкоштовно.
19 січня 2006 року Томпсон перейшов вільним агентом у «Віган Атлетік», уклавши угоду до кінця сезону, де провів 10 ігор, забив два голи та зробив п'ять гольових передач. По завершенні угоди 28 липня він укладав угоду з «Портсмутом» на 1 рік. Він грав за першу команду, але потім був відправлений у дубль, тому 31 січня, за 2 години до закриття трансферного вікна Томпсон був підписаний «Болтон Вондерерз». Він дебютував у «Болтоні» у матчі з «Фулгемом», а всього зіграв за клуб 8 ігор, і влітку покинув клуб.
У листопаді 2007 року він проходив перегляд у «Шеффілд Юнайтед», але клубу не підійшов і 28 листопада 2007 року оголосив про завершення кар'єри у віці 30 років через хронічну проблему з коліном.

## Виступи за збірну
Протягом 1997—1999 років залучався до складу молодіжної збірної Англії, з якою був учасником молодіжного чемпіонату Європи 2000 року у Словаччині, де забив гол у грі проти Туреччини (6:0), але англійці не вийшли з групи. Всього на молодіжному рівні зіграв у 7 офіційних матчах, забив 1 гол.
Його гра за «Блекберн Роверз» справила враження на тодішнього тренера національної збірної команди Свена-Йорана Ерікссона, який викликав гравця на товариські матчі з Македонією та Словаччиною у жовтні 2002 року, втім так за неї і не зіграв.